# Charles-Marie-Jean-Baptiste Bersou
Charles-Marie-Jean-Baptiste Bersou est un sculpteur français né à Dieppe le 16 décembre 1849 et mort dans la même ville le 14 avril 1884.

## Biographie
Charles-Marie-Jean-Baptiste Bersou est né à Dieppe (Seine-Inférieure) le 16 décembre 1849. Ayant reçu de sa ville natale une pension qui lui permet de venir à Paris, il est admis aux Beaux-Arts le 1er décembre 1871. Il y reste jusqu'à la fin de 1878 et y est élève d'Auguste Dumont.
De 1875 à 1882, il expose au Salon plusieurs bustes en plâtre. D'une santé très délicate, il doit bientôt quitter Paris et retourner à Dieppe où il entre à l'hospice. Il y meurt le 14 avril 1884.
Le musée du château de Dieppe conserve quelques-unes de ses œuvres.

## Œuvres
- Académie, 1873, statuette en plâtre, 90 cm, étude d'après nature faite à l'un des concours de l’École des Beaux-Arts, musée du château de Dieppe, don de l'auteur.
- Portrait de M. D…, buste en plâtre, Salon de 1875 (no 2872).
- Portrait d'enfant, buste en plâtre, Salon de 1876 (no 3077).
- La Musique.
- Le Premier bain.
- L'Amour artiste.
- M. Lemoine-Montigny, buste en plâtre destiné au foyer du théâtre du Gymnase, Salon de 1880 (no 6098).
- M. Chéri Lemoine-Montigny, buste en plâtre, Salon de 1880 (no 6099).
- Le Bonnet de grand'mère, buste en terre cuite, 50 cm, appartenait à Alexandre Dumas fils, un exemplaire en terre cuite au musée du château de Dieppe.
- Gabriel-Mathieu de Clieu (1687-1774), importateur du caféier aux Antilles, buste en plâtre, 95 cm, musée du château de Dieppe, don de l'auteur.
- Portrait de Mme Maingault
- Mlle Maingault, médaillon.
- Mme Garnier, buste.
- Mme Périer, buste.
- Mme Lemaire, buste.
- Mme Beaufrère, buste en plâtre, Salon de 1882 (no 4108).
- L'Enfant au béret, buste en terre cuite, 50 cm, appartenait à Alexandre Dumas fils, un exemplaire en terre cuite au musée du château de Dieppe.